# روبرت هيوز (لاعب كرة قدم أمريكية)
روبرت هيوز (بالإنجليزية: Robert Hughes)‏ هو لاعب كرة قدم أمريكية أمريكي، ولد في 21 يونيو 1989 في شيكاغو في الولايات المتحدة.

## وصلات خارجية
- روبرت هيوز على موقع مرجع كرة القدم المحترفة.كوم (الإنجليزية)